# 刘绍基 (道院)
刘绍基（1880年—？），字绵荪，道名福缘，安徽凤阳人。曾任滨县驻防营营长、曹州稽查处长、济南总稽查兼法官、山东左路边防军曹州教练所教官、步兵第二营长等职。刘绍基为民间宗教慈善组织“道院”的创始人之一，曾任世界红卍字会副会长。

## 生平
刘绍基秀才出身，毕业于北洋武备学堂，清宣统三年（1911年）参加同盟会。1914年，山东新防第二营进驻滨县、沾化县境，刘绍基任营长，所部多系土匪改编，军纪极差。时任滨县知事吴福森等人在县政府后大仙祠设乩坛进行扶乩活动，为与刘绍基拉近关系拉其入伙。1917年，刘绍基移防济南，任山东陆军第四十七混成旅第一营营长，在位于院东大街皇亭附近的家中设立乩坛。1917年，刘绍基拉拢曾任清朝邹县知县、高唐州知州等职的同善社济南分社负责人杜秉寅加入济坛，扩大了济坛在济南最具影响。1920年，与前滨县知事李振钧在济南共同办坛，1921年初，将坛址迁往济南上新街，称济南道院，杜秉寅担任统掌，刘绍基任统院院监。1922年秋，道院在济南成立“世界红卍字会”，由刘绍基任副会长。